# STS-7
STS-7, voluit Space Transportation System-7, was een Spaceshuttlemissie van de NASA waarbij de Space Shuttle Challenger gebruikt werd. De Challenger werd gelanceerd op 18 juni 1983. Dit was de zevende Space Shuttlemissie en de tweede vlucht van de Challenger. Ook was dit de eerste Amerikaanse missie met een vrouwelijke astronaut.

## Bemanning
- Robert L. Crippen (2), bevelhebber
- Frederick H. Hauck (1), piloot
- John M. Fabian (1), missiespecialist
- Sally K. Ride (1), missiespecialist
- Norman E. Thagard (1), missiespecialist

tussen haakjes staat de aantal vluchten die de astronaut gevlogen zou hebben na STS-7

## Missieparameters
- Massa
  - Shuttle bij lancering: 113.025 kg
  - Shuttle bij landing: 92.550 kg
  - Vracht: 16.839 kg
- Perigeum: 299 km
- Apogeum: 307 km
- Glooiingshoek: 28,5°
- Omlooptijd: 90.6 min

## Hoogtepunten van de missie
De tweede vlucht van de Challenger begon op 18 juni 1983 om 7:33 a.m. Het was de eerste vlucht met een vrouwelijke astronaute Sally K. Ride en was ook de vlucht met grootste bemanning in één enkel ruimtevaartuig in die tijd. Deze missie moest twee communicatiesatellieten in de ruimte brengen en Norman E. Thagard deed medische onderzoeken naar de gezondheid van de bemanning in de eerste fase van de missie.
STS-7 was gepland om voor het eerst te landen op het Shuttle Landing Facility in Florida, maar door het slechte weer moest er geland worden op landingsbaan 22 van Edwards Air Force Base. De landing vond plaats op 24 juni 1983 om 6:56:59 a.m. PDT. De missie duurde 6 dagen, 2 uur, 23 minuten en 59 seconden. na 4,072,553 km te hebben afgelegd in 97 complete rondjes om de aarde. De Challenger keerde op 29 juni 1983 terug op Kennedy Space Center.